# American Bar Association
American Bar Association (ABA), generalment traduït al català com a Col·legi d'Advocats dels Estats Units, és una organització que va ser fundada el 21 d'agost de 1878. L'ABA és un col·legi d'advocats de pertinença voluntària dels Estats Units i que no està subjecte a cap jurisdicció estatal específica.
Segons l'organització, les seves activitats principals són l'establiment d'estàndards acadèmics per a les escoles de dret, i la formulació d'un codi ètic model per a l'exercici de l'advocacia. Compta amb 410.000 membres i la seva oficina central es troba a Chicago, Illinois; també disposa d'una important oficina regional a Washington DC.